# 1. divisjon 1969
L'edizione 1969 della 1. divisjon vide la vittoria finale del Rosenborg.
Capocannoniere del torneo fu Odd Iversen (Rosenborg), con 26 reti.

## Classifica finale
|    | Classifica   | G  | V  | N | P  | GF | GS | Pt |
| -- | ------------ | -- | -- | - | -- | -- | -- | -- |
| 1  | Rosenborg    | 18 | 13 | 1 | 4  | 36 | 15 | 27 |
| 2  | Fredrikstad  | 18 | 8  | 6 | 4  | 28 | 15 | 22 |
| 3  | Strømsgodset | 18 | 8  | 6 | 4  | 34 | 22 | 22 |
| 4  | Skeid        | 18 | 9  | 2 | 7  | 29 | 22 | 20 |
| 5  | Viking       | 18 | 6  | 6 | 6  | 18 | 17 | 18 |
| 6  | Brann        | 18 | 6  | 6 | 6  | 20 | 26 | 18 |
| 7  | Sarpsborg    | 18 | 6  | 5 | 7  | 22 | 22 | 17 |
| 8  | Hødd         | 18 | 4  | 4 | 10 | 24 | 39 | 12 |
| 9  | Start        | 18 | 5  | 2 | 11 | 20 | 35 | 12 |
| 10 | Lyn          | 18 | 4  | 4 | 10 | 21 | 39 | 12 |

### Verdetti
- Rosenborg Campione di Norvegia 1969.
- Start e Lyn retrocesse in 2. divisjon.